# Thomas Loudon
Thomas Richardson Loudon (* 1. September 1883 in Toronto; † 6. Januar 1968 ebenda) war ein kanadischer Ruderer.

## Karriere
Loudon nahm an den Olympischen Spielen 1904 in St. Louis teil. Hier erreichte er mit seiner Mannschaft vom Argonaut Rowing Club im Achter den zweiten Rang und sicherte sich somit Silber. Im folgenden Jahr gewann er im Achter bei der Royal Canadian Henley Regatta. 1906 beendete er sein Studium an der University of Toronto mit einem Abschluss in angewandter Wissenschaft. Im Anschluss begann er an selbiger Institution als Dozent.
In den 1910er Jahren war er zunächst im Bauingenieurwesen tätig, zeigte aber bereits Interesse an der Luft- und Raumfahrttechnik. Sein Interesse wurde durch den Ersten Weltkrieg unterbrochen, währenddessen er beim kanadischen Heer diente. Er verließ den Krieg im Rang eines Majors mit dem Military Cross. Anschließend nahm er seine Lehrtätigkeit wieder auf und erlernte später das Steuern von Flugzeugen. Während des Zweiten Weltkriegs diente er in der Royal Canadian Air Force in verwaltenden und lehrenden Funktionen. Mitte der 1950er-Jahre beendete er seine Tätigkeit als Dozent. Fortan war er als Berater der de Havilland Canada angestellt. Während seiner kompletten beruflichen Karriere war er zusätzlich als Rudertrainer im Einsatz. 1959 wurde ihm die Goldmedaille der Professional Engineering Society of Ontario verliehen. Außerdem wurde er in die Faculty of Applied Science and Engineering’s Hall of Distinction der University of Toronto aufgenommen.